# Imperial Airways

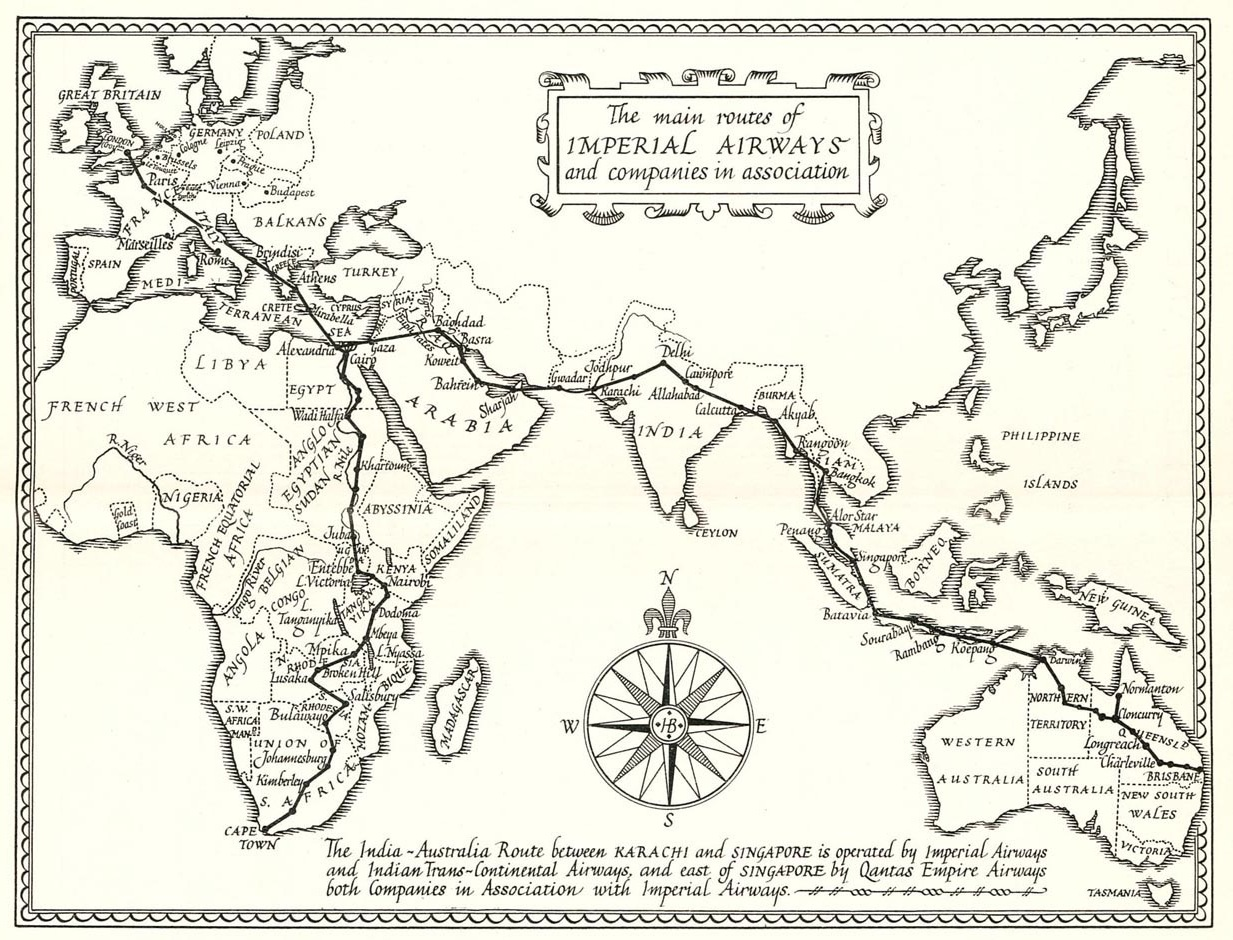
Mapa głównych połączeń obsługiwanych przez Imperial Airways i przedsiębiorstwa stowarzyszone z 1935 roku

Imperial Airways Ltd. – brytyjska linia lotnicza działająca w latach 1924–1939, obsługująca połączenia pasażerskie i pocztowe na terenie Europy oraz pomiędzy Europą a posiadłościami imperium brytyjskiego w Afryce i Azji. Siedzibą przedsiębiorstwa było podlondyńskie Croydon, a macierzystym portem – port lotniczy Croydon.

## Historia
Przedsiębiorstwo powstało 31 marca 1924 z połączenia czterech linii lotniczych: The Instone Air Line Ltd., The Daimler Airway, Handley Page Transport Ltd. i British Marine Air Navigation Co. Ltd. Do fuzji doszło w następstwie rekomendacji rządu brytyjskiego dotyczących przyszłości brytyjskiego transportu lotniczego. Nowo powołana spółka miała za zadanie otworzyć połączenia między Wielką Brytanią a Związkiem Południowej Afryki, Indiami i ostatecznie Australią. W zamian przez dziesięć lat miała otrzymywać subsydia o łącznej wysokości miliona funtów.
Początkowo Imperial Airways posiadały trzynaście samolotów – siedem de Havillandów DH.34, trzy Handley Page W.8b, dwa Supermarine’y Sea Eagle i jednego Vickersa Vimy Commercial, wykorzystywanych do obsługi połączeń z Croydon do Paryża, Bazylei, Zurychu, Amsterdamu, Brukseli, Kolonii, Hanoweru i Berlina.
W latach 1925–1927 odbyły się pierwsze loty próbne Imperial Airways do Kapsztadu, Melbourne i Delhi. 30 marca 1929 roku nastąpiła inauguracja regularnego połączenia Croydon – Karaczi. Podróż, obejmująca przejazd pociągiem z Bazylei do Genui, trwała siedem dni. 28 lutego 1931 roku otwarte zostało połączenie do Mwanzy w Tanganice, a 20 stycznia 1932 – do Kapsztadu. 1 lipca 1933  połączenie do Karaczi wydłużono do Kalkuty, 23 września do Rangunu, a 9 grudnia do Singapuru (trasa z Karaczi realizowana była przez Indian Trans-Continental Airways). 8 grudnia 1934 zainaugurowano liczące 12 754 mil połączenie pocztowe z Wielkiej Brytanii do Australii, na odcinku z Singapuru do Brisbane obsługiwane przez spółkę QANTAS. 13 kwietnia 1935 połączenie udostępniono pasażerom. Całkowity czas podróży wynosił 12,5 dnia. 9 lutego 1936 otwarta została trasa transafrykańska z Chartumu do Kano, a od 15 października do Lagos. 14 marca uruchomiono połączenie do Hongkongu, początkowo wiodące przez Rangun, następnie przez Bangkok.
5 marca 1937 Imperial Airways otworzyły lądowisko dla łodzi latających w Hythe koło Southampton, skąd startowały odtąd wszystkie loty międzykontynentalne (połączenia europejskie w dalszym ciągu korzystały z lotniska w Croydon). 16 czerwca we współpracy z Pan American Airways otwarto połączenie z Nowego Jorku na Bermudy (i dalej do Wielkiej Brytanii).
11 listopada 1938 rząd brytyjski przedstawił propozycję połączenia Imperial Airways i British Airways w British Overseas Airways Corporation (BOAC). Doszło do niego 24 listopada 1939. W 1974 roku BOAC po połączeniu z British European Airways (BEA) utworzył obecne British Airways.

## Lista samolotów
W nawiasach podano liczbę posiadanych egzemplarzy.
- Airco DH.4A (1)
- Armstrong Whitworth Argosy (7)
- Armstrong Whitworth AW.15 Atalanta (8)
- Armstrong Whitworth AW.27 Ensign (12)
- Avro 618 Ten (2)
- Avro 652 (2)
- Boulton & Paul P.71A (2)
- Bristol Type 75 (1)
- de Havilland DH.34 (7)
- de Havilland DH.50 (3)
- de Havilland DH.66 Hercules (9)
- de Havilland DH.86 Express (12)
- de Havilland DH.91 Albatross (6)
- Handley Page W.8b/W.9/W.10 (9)
- Handley Page H.P.42 (8)
- Short S.8 Calcutta (5)
- Short S.17 Kent (3)
- Short L.17 Scylla (2)
- Short S.20 Mercury (1)
- Short S.21 Maia (1)
- Short S.23 Empire (25)
- Short S.26 G-Class (3)
- Short S.30 Empire (5)
- Supermarine Sea Eagle (2)
- Vickers Vimy Commercial (1)
- Vickers Vulcan (3)
- Vickers Vellox (1)
- Westland Wessex (3)